# Claudie Blakley
Claudie Blakley, född 1974 i England, är en brittisk skådespelare.
Blakeley utbildade sig på London Central School of Speech and Drama, där hon utexaminerades 1997. På scen har hon bland annat setts som Wendy i Peter Pan och spelat i Tjechovs Måsen. Hennes prestation i Måsen gav henne en Ian Charleson Award.
Inom film har Blakley främst spelat i kostymfilmer som Gosford Park (2001), The Cat's Meow (2001) och Stolthet & fördom (2005). På tv har hon bland annat medverkat i Från Lark Rise till Candleford (2008–2011).

## Filmografi i urval
- 2001 – Gosford Park, Mabel Nesbitt
- 2001 – The Cat's Meow, Didi
- 2005 – Stolthet & fördom, Charlotte Lucas
- 2007 – Cranford (TV-serie), Martha
- 2009 – Return to Cranford, Martha
- 2008–2011 – Från Lark Rise till Candleford (TV-serie), Emma Timmins
- 2009 – Bright Star, Mrs Dilke
- 2019 – Manhunt (TV-serie)